# Idiops biharicus
Idiops biharicus är en spindelart som beskrevs av Gravely 1915. Idiops biharicus ingår i släktet Idiops och familjen Idiopidae. Inga underarter finns listade i Catalogue of Life.